# Хельг, Филипп
Филипп Хельг (нем. Philipp Haelg; род. 3 ноября 1991 года) — лихтенштейнский лыжник, участник Олимпийских игр в Сочи. Специализируется в дистанционных гонках.
В Кубке мира Хельг дебютировал 10 декабря 2011 года, всего за свою карьеру принимал участие в двух этапах Кубка мира, но не поднимался в них выше 66-го места и кубковых очков не завоёвывал.
На Олимпийских играх 2014 года в Сочи занял 27-е место в гонке на 15 км классическим стилем и 43-е место в скиатлоне.
За свою карьеру принимал участие в одном чемпионате мира, на чемпионате мира 2013 года был 41-м в гонке на 15 км свободным стилем и 56-м в скиатлоне. На молодёжных чемпионатах мира несколько раз попадал в тридцатку лучших.